# 箱庭ノート
『箱庭ノート』（はこにわノート）は、2007年10月24日に発売されたkukuiの3枚目のアルバム。販売元はジェネオンエンタテインメント。規格番号はLHCA-5079。

## 概要
- 前述の通り3枚目のアルバムではあるが、kukui公式サイトには「kukuiとしてのファーストフルアルバム」は本作との記述もある。（詳細はLeer Liedの項目を参照されたい。）CDジャーナルによるコメントにも「ファースト・アルバム」として紹介されている。
- ジャケットのイラストは絵本作家のひろせたくろうによるもの。

## 収録曲
1. Approach
作曲・編曲：myu （1分09秒）
2. 箱庭ノート
作詞：霜月はるか、作曲・編曲：myu （3分56秒）
3. コンコルディア
作詞：霜月はるか、作曲・編曲：myu （5分01秒）
テレビアニメ『神曲奏界ポリフォニカ』エンディングテーマ
4. Starry Waltz
作詞：霜月はるか、作曲・編曲：myu （4分04秒）
テレビアニメ『西の善き魔女』オープニングテーマ
5. cycle
作詞：霜月はるか、作曲・編曲：myu （4分34秒）
6. 夜の奥底
作詞：霜月はるか、作曲・編曲：myu （5分11秒）
7. 透明シェルター～kukui ver.～
作詞・作曲・編曲：myu （4分24秒）
8. 虹色クオーツ
作詞：霜月はるか、作曲・編曲：myu （4分30秒）
PlayStation 2ゲーム『エンジェル・プロファイル』オープニングテーマ
9. 空のメロディ
作詞：霜月はるか、作曲：kukui、編曲：myu （3分37秒）
PlayStation 2ゲーム『エンジェル・プロファイル』エンディングテーマ
10. 記憶
作詞：霜月はるか、作曲・編曲：myu （4分54秒）
11. アマヤドリ
作詞：霜月はるか、作曲・編曲：myu （5分25秒）
12. 二重奏
作詞：霜月はるか、作曲・編曲：myu （4分57秒）
13. Little Primrose
作詞：霜月はるか、作曲・編曲：myu （4分00秒）
テレビアニメ『鍵姫物語 永久アリス輪舞曲』オープニングテーマ